# 戈德斯角

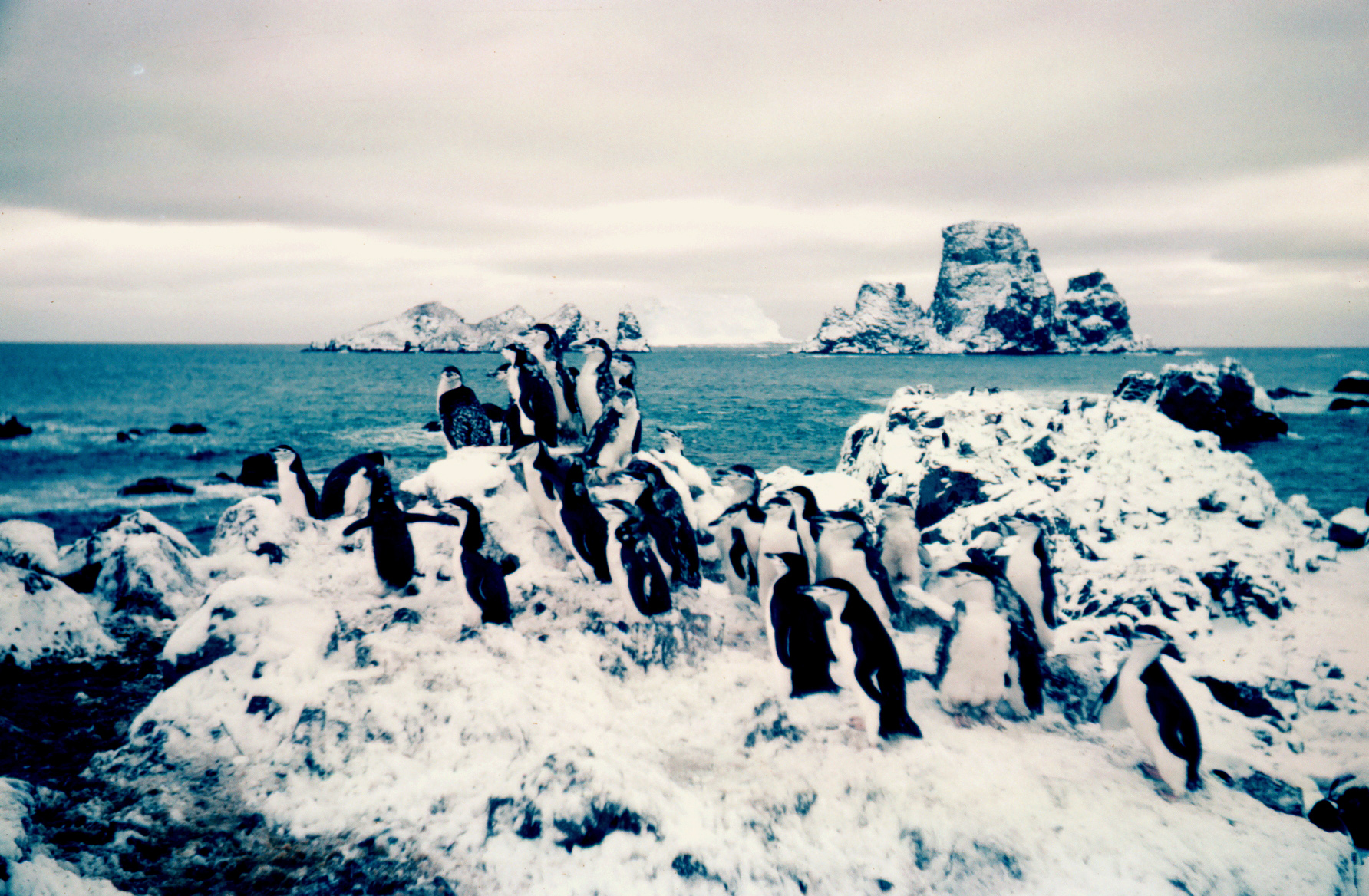

戈德斯角是南極洲的海岬，位於南奧克尼群島的勞里島北岸，處於費古斯利半島北端，該海岬在1903年由蘇格蘭的探險隊探測，該地區被國際鳥盟列為重點鳥區，是南極企鵝的棲息地。
60°42′S 44°35′W / 60.700°S 44.583°W